# Béribéri
Cet article possède un paronyme, voir Béri.
 Mise en garde médicale

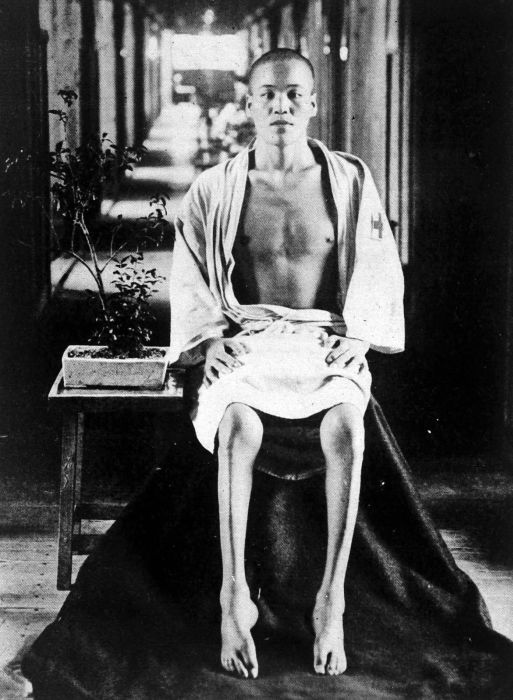
Patient atteint de béribéri (début du XXe siècle en Asie du Sud-Est, Archives du Tropen Museum)

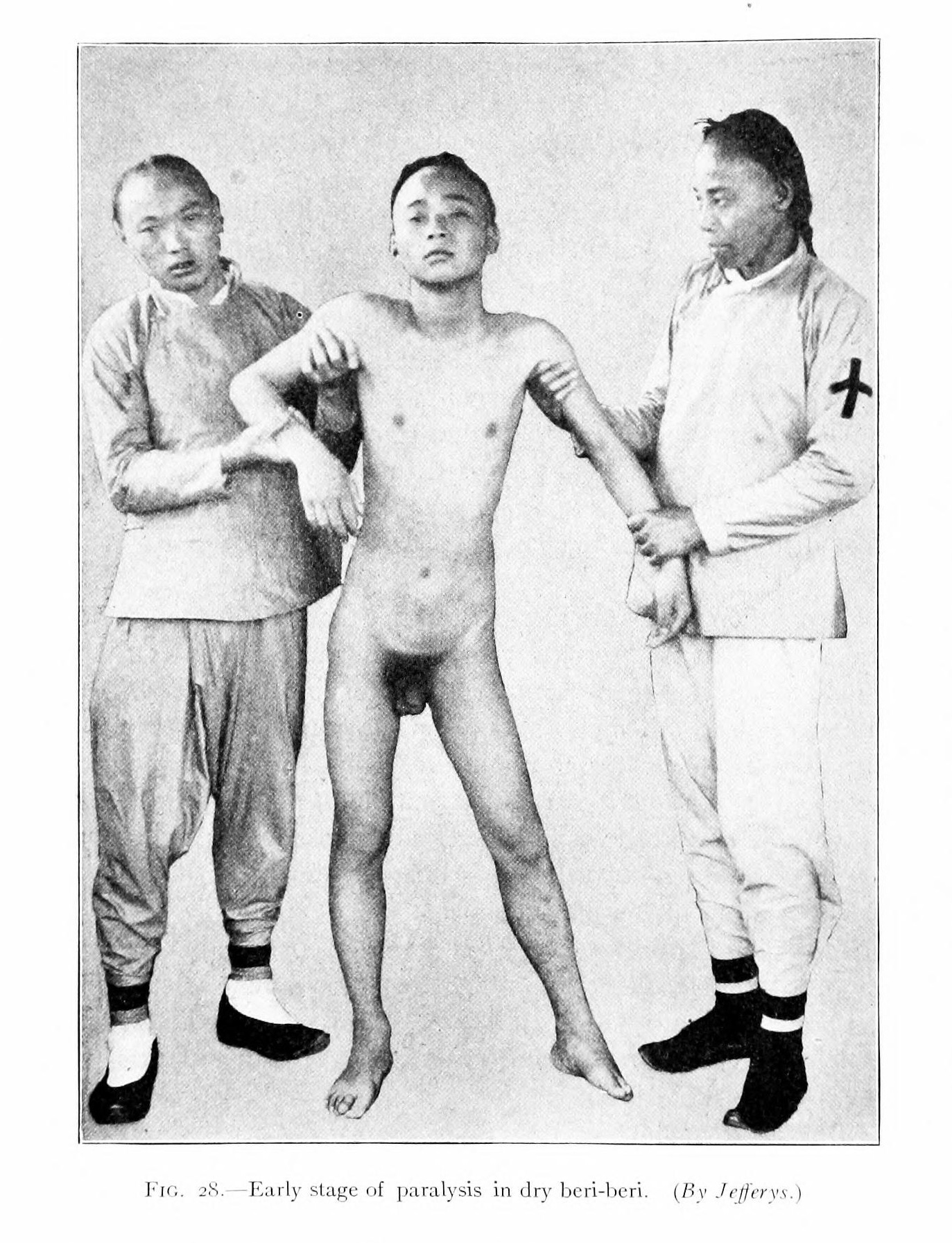
Stade précoce de paralysie (début du XXe siècle en Asie du Sud-Est, Archives du Tropen Museum)

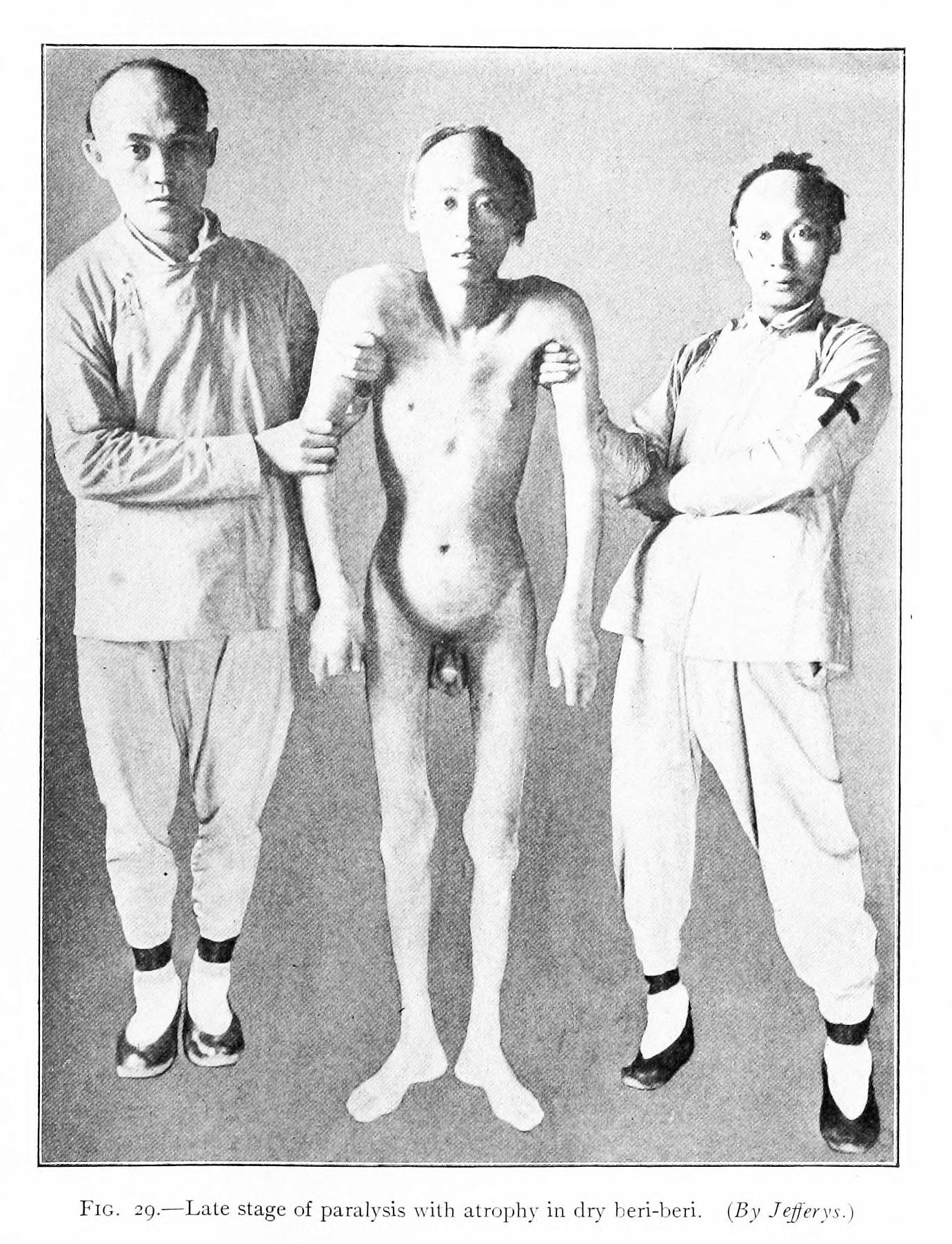
Stade avancé de paralysie

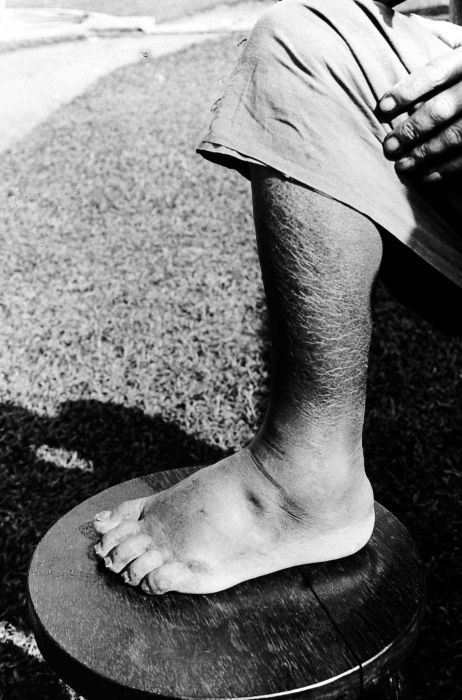
Œdème du pied (Béribéri humide)

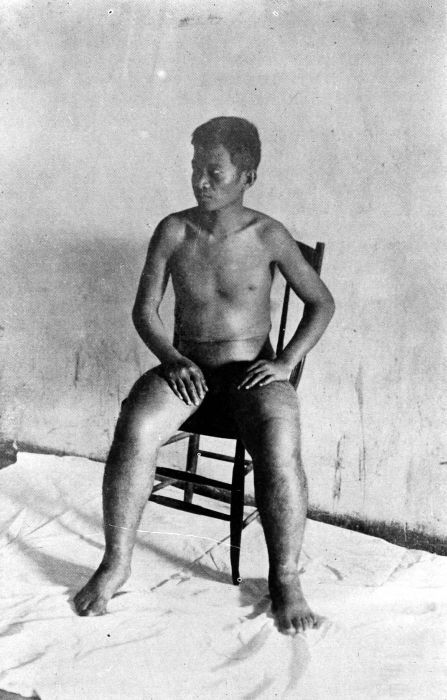
Œdème des membres inférieurs chez un patient atteint de Béribéri (Archives du Tropen Museum)

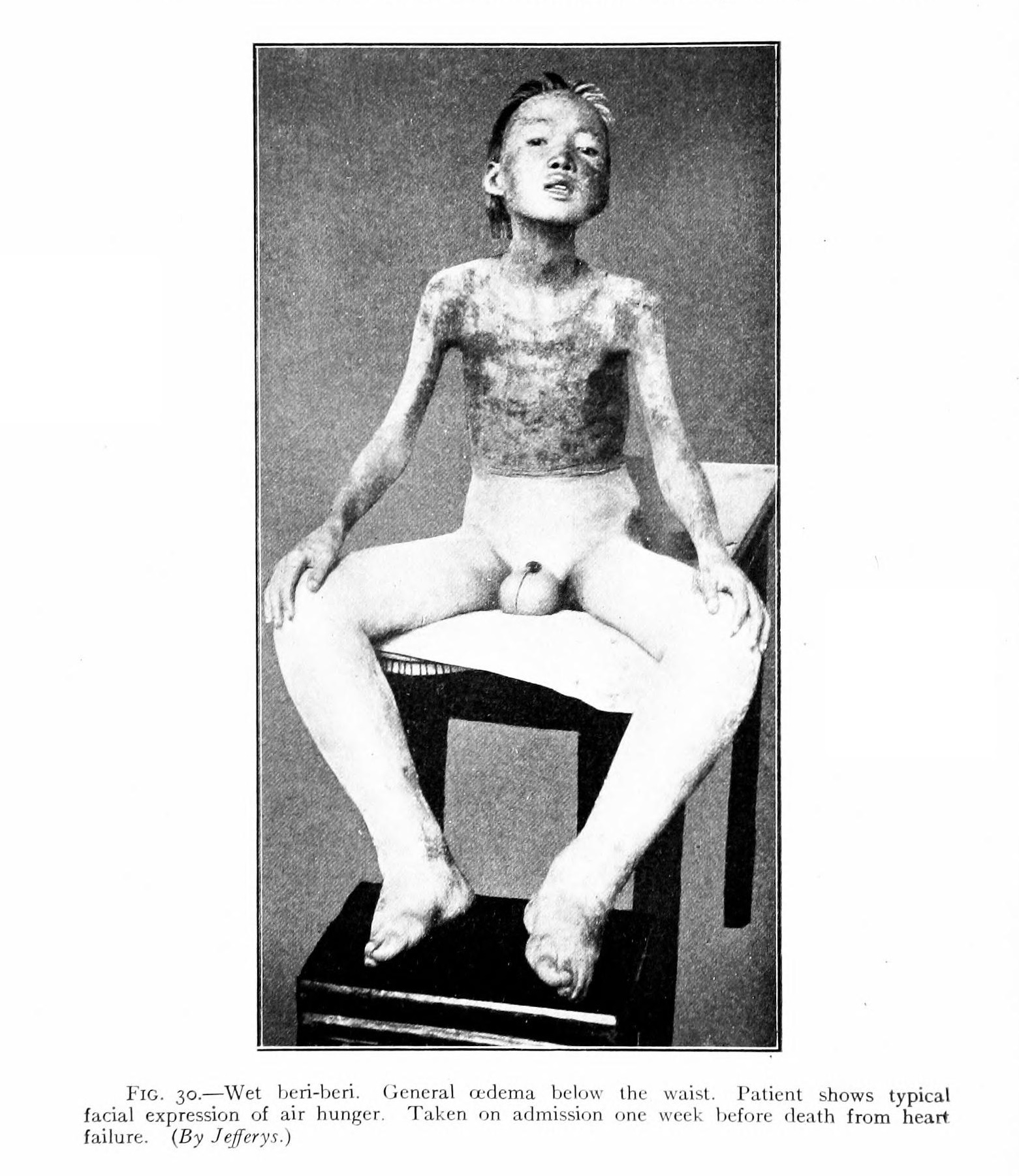
Patient victime d'une défaillance cardiaque (Béribéri humide, Archives du Tropen Museum)

Le béribéri est une maladie causée par un déficit en vitamine B1 que l'on peut observer en cas de malnutrition chez des espèces ne synthétisant pas la vitamine B1 comme l'être humain, mais aussi par exemple la poule. Chez l'être humain elle provoque une insuffisance cardiaque et des troubles neurologiques. Son nom provient du singhalais — la langue de la population majoritaire du Sri Lanka — et signifie « je ne peux pas, je ne peux pas » ; en effet, une fatigue marquée est l'un des symptômes du béribéri.

## Origine de la maladie
L'organisme humain n'est pas capable de produire la vitamine B1 : il doit en trouver quotidiennement dans son alimentation. Les carences en vitamines B1 sont créées par un régime trop peu diversifié, composé principalement de glucides comme le riz blanc, la farine blanche ou le sucre blanc. À noter que la chair de certains poissons contient de la thiaminase, une enzyme qui détruit la vitamine B1. Cette enzyme est dénaturée lors de la cuisson des poissons, mais pas s’ils sont mangés crus, comme cela se fait au Japon, où des carences en vitamine B1 dues à ces modes d'alimentation ont été observées,,,.

## Symptômes
Chez l'être humain, la maladie se manifeste par une grande fatigue accompagnée d'une perte de poids, de problèmes neurologiques (troubles émotionnels, altération des perceptions), une faiblesse et une douleur dans les membres et un rythme cardiaque irrégulier. Un œdème (gonflement des tissus corporels) est fréquent. Les taux sanguins de lactate et de pyruvate peuvent augmenter. Dans les cas graves, une insuffisance cardiaque peut causer la mort.
Ces symptômes peuvent survenir simultanément à ceux de l'encéphalopathie de Wernicke, une affection neurologique principalement induite par une carence en thiamine.
Plusieurs formes de béribéri existent ; le béribéri est aujourd'hui divisé en quatre catégories (comme suit) ; les trois premières sont historiques et la quatrième (béribéri gastro-intestinal) est reconnue depuis 2004 :
1. le béribéri sec affecte particulièrement le système nerveux périphérique ;
2. le béribéri humide affecte particulièrement le système cardiovasculaire et d'autres systèmes corporels ;
3. le béribéri infantile affecte les bébés nés de mères souffrant de malnutrition ;
4. le béribéri gastro-intestinal affecte le système digestif et d'autres systèmes corporels.

### Béribéri sec
Il provoque un dépérissement, et une paralysie partielle (résultant d'une atteinte du système nerveux périphérique). Aussi appelé névrite endémique, il se caractérise par :
- une difficulté à marcher ;
- des picotements ou perte de sensation (engourdissement) dans les mains et les pieds ;
- une perte du réflexe tendineux[6] ;
- une dégradation de la fonction musculaire voire paralysie du bas des jambes ;
- une confusion mentale, avec des difficultés d'élocution ;
- des douleurs ;
- des mouvements oculaires involontaires (nystagmus) ;
- des vomissements ;
- une altération sélective des grandes fibres sensorielles proprioceptives sans altération motrice peut se produire et se présenter comme une ataxie sensorielle proéminente, qui est une perte d'équilibre et de coordination due à la perte des entrées proprioceptives de la périphérie et à une perte de sens de la position[7].

Maladie cérébrale : L'encéphalopathie de Wernicke (WE), le syndrome de Korsakoff (trouble amnésique de l'alcool), le syndrome de Wernicke – Korsakoff sont des formes de béribéri sec.
- L'encéphalopathie de Gayet-Wernicke est la manifestation la plus fréquemment rencontrée d'une carence en thiamine dans la société occidentale[9],[10], bien qu'elle puisse également survenir chez des patients souffrant de troubles nutritionnels dus à d'autres causes, telles que les maladies gastro-intestinales[9], ceux atteints du VIH/SIDA, et avec l'administration imprudente de glucose parentéral ou d'hyperalimentation sans supplémentation adéquate en vitamine B[11]. C'est un trouble neuropsychiatrique caractérisé par une paralysie des mouvements oculaires, une posture et une démarche anormales et une fonction mentale nettement perturbée[12] ;
- Le syndrome de Korsakoff est, en général, considéré comme se produisant avec une détérioration de la fonction cérébrale chez les patients initialement diagnostiqués avec WE[13]. C'est un syndrome amnésique-confabuleux caractérisé par une amnésie rétrograde et antérograde, une altération des fonctions conceptuelles et une diminution de la spontanéité et de l'initiative[14].

L'alcoolisme peut induire une carence en thiamine pour les raisons suivantes :
- apport nutritionnel insuffisant: les alcooliques ont tendance à consommer moins que la quantité recommandée de thiamine ;
- diminution de l'absorption de thiamine par le tractus gastro-intestinal: le transport actif de la thiamine dans les entérocytes est perturbé lors d'une exposition aiguë à l'alcool ;
- les réserves hépatiques de thiamine sont réduites en raison de la stéatose hépatique ou de la fibrose[15] ;
- utilisation altérée de la thiamine: le magnésium, qui est nécessaire pour la liaison de la thiamine aux enzymes utilisant la thiamine dans la cellule, est également déficient en raison de la consommation chronique d'alcool. L'utilisation inefficace de toute thiamine qui atteint les cellules aggravera encore la carence en thiamine ;
- l'éthanol des boissons alcoolisées inhibe le transport de la thiamine dans le système gastro-intestinal et bloque la phosphorylation de la thiamine en sa forme cofacteur (ThDP)[16].

Une nutrition améliorée et l'arrêt de la consommation d'alcool permettent à certaines déficiences liées à une carence en thiamine de l'inverser, en particulier une mauvaise fonctionnalité cérébrale, mais dans les cas plus graves, le syndrome de Wernicke – Korsakoff laisse des dommages permanents. (Voir aussi delirium tremens.)

### Béribéri humide (shoshin béribéri)
Il affecte le cœur et le système circulatoire, parfois mortellement, car provoquant une combinaison d'insuffisance cardiaque et d'affaiblissement des parois capillaires (ce qui se traduit notamment par des tissus périphériques devenant œdémateux). Le béribéri humide se caractérise par :
- un rythme cardiaque augmenté ;
- une vasodilatation entraînant une diminution de la résistance vasculaire systémique et une insuffisance cardiaque à haut débit[17] ;
- une pression veineuse jugulaire élevée[18] ;
- une dyspnée (essoufflement) à l'effort ; une dyspnée paroxystique nocturne ;
- un œdème périphérique (gonflement du bas des jambes)[18] ;
- une cardiomyopathie dilatée.

### Béribéri gastro-intestinal
Il se manifeste par des douleurs abdominales et est caractérisé par :
- des douleurs abdominales ;
- des nausées, des vomissements ;
- une acidose lactique[19],[20].

### Le béribéri infantile (du nourrisson)
Il survient généralement entre deux et six mois chez les enfants dont les mères ont un apport insuffisant en thiamine. Il peut se présenter sous forme de béribéri humide ou sec.

La forme aiguë, se traduit chez le bébé par une dyspnée et une cyanose conduisant à une mort rapide par insuffisance cardiaque.

Le béribéri infantile est caractérisé par :
- un enrouement, où l'enfant semble aphone : il fait des gestes pour gémir mais n'émet aucun son ou juste de légers gémissements[22] (en raison d'une paralysie nerveuse)[6] ;
- Perte de poids, amaigrissement puis marasme à mesure que la maladie progresse[22] ;
- vomissements[22] ;
- diarrhée[22] ;
- peau pâle[6] ;
- œdème[6],[22] ;
- colère, pleurs[6] ;
- altérations du système cardiovasculaire (tachycardie et rythme cardiaque rapide)[6] ;
- des convulsions sont parfois observées aux stades terminaux[22].

## Histoire
Bien que connu en Chine ancienne dès le IIIe millénaire av. J.-C., où son apparition avait été liée à la consommation de riz blanc,, il ne fut pas décrit par un médecin occidental avant 1630, à la suite des travaux du médecin néerlandais Jakob de Bondt à Java.
Le béribéri constituait un réel problème pour la marine japonaise de la fin du XIXe siècle ; en effet la ration journalière des marins était dominée par le riz blanc qui ne contient pas de vitamine B1. Le médecin naval japonais Takaki Kanehiro comprit en 1883-1884 que la maladie était liée à une carence nutritionnelle en observant que le béribéri était absent des marines occidentales, et il fit remplacer le riz par de l'orge tout en augmentant les rations de viande et de légumes, ce qui eut pour effet de faire chuter la mortalité due au béribéri dans la flotte japonaise. Même après cela la population civile japonaise continua à souffrir du béribéri, sa mortalité au Japon culminant à 26 000 décès en 1923. Le docteur Takaki Kanehiro ne chercha cependant pas si une molécule spécifique était à l'origine de la maladie, pensant qu'il ne s'agissait que d'une carence en protéines.
C'est un médecin néerlandais, Christiaan Eijkman (1858-1930), installé à Batavia (aujourd'hui Jakarta), dans les Indes néerlandaises, qui comprit par hasard la cause du béribéri en l'observant chez des poulets nourris au riz blanc plutôt qu'au riz complet. Il pensait initialement que la maladie était provoquée par une toxine présente dans le riz blanc et dont l'action était inhibée par une antitoxine présente dans le son. C'est le biochimiste Kazimierz Funk qui comprit le premier que la maladie provenait d'une carence nutritionnelle, corrigée par la consommation de riz complet dont  le péricarpe contient naturellement la vitamine B1, et qui le premier isola la vitamine. Ses travaux valurent à Christiaan Eijkman le prix Nobel de physiologie ou médecine en 1929.

## Épidémiologie
Dans les pays occidentaux on observe aujourd'hui des cas de carence en vitamine B1 principalement dans des cas d'alcoolisme chronique.
Les populations du Tiers monde sont particulièrement touchées par cette carence à cause de la modification de leurs habitudes alimentaires. Des aliments contenant de la vitamine B1, tels le manioc, le poisson et le riz rouge, ont été remplacés pour des raisons strictement économiques et environnementales par le poulet et le riz blanc, modifiés industriellement. En effet la vitamine B1, naturellement présente dans le péricarpe du grain de riz, disparaît lors du polissage industriel des grains nécessaire à l'obtention du riz blanc.
En 2004, Mayotte a été touchée par une importante épidémie de béribéri infantile, qui a eu pour conséquence la mort d'une vingtaine de nouveau-nés, et dont la cause était le déficit de vitamine B1 dans le lait maternel, ainsi que les carences lors de la grossesse.